# Andreas Müller (Astronom)
Andreas Müller (* 29. August 1973 in Jugenheim, heute Seeheim-Jugenheim, Hessen) ist ein deutscher Astrophysiker, Wissenschaftsjournalist und Sachbuchautor.

## Leben
Nach seinem Abitur im Jahr 1993 leistete Müller von 1994 bis 1995 seinen Zivildienst und studierte anschließend von 1995 bis 2000 Physik an der Technischen Universität Darmstadt (TUD). Er promovierte 2004 an der Landessternwarte in Heidelberg im Fach Astronomie mit einer Dissertation über die Astrophysik Schwarzer Löcher.
Müller ist geschieden und hat zwei Söhne.

## Wirken
Müllers Forschungsschwerpunkte sind Schwarze Löcher, die Relativitätstheorie, aktive Galaxienkerne und die Kosmologie. Von 2005 bis 2007 forschte Müller als Postdoc am Max-Planck-Institut für extraterrestrische Physik (MPE) in Garching in der von Günther Hasinger geleiteten Gruppe für Röntgenastronomie. Zwischen 2007 und 2018 baute er als Wissenschaftsmanager den gemeinsam von der TU München und der Ludwig-Maximilians-Universität München neu gegründeten Exzellenzcluster Universe mit auf und war maßgeblich beteiligt an dessen Fortführung als Exzellenzcluster Origins.
Von 2016 bis 2018 war er im Redaktionsbeirat der Zeitschrift Astronomie + Raumfahrt tätig. Von 2016 bis 2018 schrieb er für die Zeitschrift Abenteuer Astronomie die Kolumnen „Müllers Universum“ und „Fakt oder Fiction“.
Seit April 2019 ist er Chefredakteur bei der Zeitschrift Sterne und Weltraum bei der Spektrum der Wissenschaft Verlagsgesellschaft in Heidelberg.
Andreas Müller ist seit 2017 auch auf dem Youtube-Kanal „Urknall, Weltall und das Leben“ von Josef M. Gaßner und Harald Lesch vertreten. Seit vielen Jahren engagiert sich Müller für die Popularisierung der Astronomie, er ist Autor zahlreicher wissenschaftlicher Artikel und Sachbücher und häufiger Interviewpartner. Ebenso veranstaltet er seit vielen Jahren Lehrerfortbildungen in Astronomie und Physik und kooperiert mit Schulen, wo er mehr als die Hälfte seiner insgesamt über 500 Vorträge hielt.

## Preise
2012: Johannes-Kepler-Preis des Deutschen Vereins zur Förderung des mathematischen und naturwissenschaftlichen Unterrichts e. V. (MNU)

## Veröffentlichungen (Auswahl)
- Müller, Andreas: Black Hole Astrophysics – Magnetohydrodynamics on the Kerr Geometry. Univ. Diss., Universität Heidelberg, 2004. (online abrufbar auf spektrum.de (PDF; 9,9 MB))
- Müller, Andreas: Raum und Zeit – Vom Weltall zu den Extradimensionen – von der Sanduhr zum Spinschaum. Heidelberg: Spektrum Akademischer Verlag, 2012, ISBN 978-3-8274-2858-5.
- Müller, Andreas: Zeitreisen und Zeitmaschinen – Heute Morgen war ich noch gestern. Berlin, Heidelberg: Springer Spektrum, 2015, ISBN 978-3-662-47109-8.
- Müller, Andreas u. Nöldner, Pascal: Geheimnisvoller Weltraum – Dunkle Weiten, fremde Planeten und ungelöste Rätsel. München: Circon, 2017, ISBN 978-3-8174-1731-5.
- Müller, Andreas: 10 Dinge, die Sie über Gravitationswellen wissen wollen – Von schwächsten Signalen und stärksten Ereignissen. Heidelberg: Springer, 2017, ISBN 978-3-662-54408-2.